# 蓋寛饒
蓋 寛饒（がい かんじょう、? - 紀元前60年）は、前漢の政治家。字は次公。魏郡の人。

## 略歴
経書に通じていたため郡の文学となり、孝廉に挙げられ郎となった。方正に挙げられて優れた策を示し、諌大夫に遷った。郎中戸将（光禄勲の属官）を代行した時、衛将軍張安世の子の侍中張彭祖が宮殿の門をくぐる際下車しなかったこと、および張安世が高い地位にありながら皇帝を補佐していないことを弾劾した。実際には張彭祖は下車しており、蓋寛饒は大臣の弾劾が真実ではなかったという理由で衛司馬（衛尉の属官）に左遷された。
衛司馬に着任すると、それまで慣例として衛尉が衛司馬を密かに使い走りにしていたが、蓋寛饒は使い走りを命じられた時にそのことを隠さずに尚書に報告したため、衛尉は尚書より責められ、以後使い走りにすることはなくなった。
また彼は短い衣を着て、大きな冠と長い剣を帯び、自ら兵卒の宿舎を見回り、病人があれば見舞って治療を施すなど、衛尉配下の兵卒の心をつかんだ。兵卒が1年間の務めを終えて交替の時期になり皇帝がもてなす際、兵卒数千人が自らもう1年勤めたいと申し出て、蓋寛饒の恩に報いようとするほどであった。
宣帝はそのことにより蓋寛饒を太中大夫とし、各地の風俗を見回らせる使者にした。そこでも良い事は称揚し、悪い事は弾劾し、使者としての職務を果たした。そこで司隷校尉に抜擢された。
司隷校尉になると相手によって弾劾を避けることはせず、大小なく弾劾したため、弾劾の案件がとても多く、実際に廷尉が取り上げるのは半数ほどであった。大臣や貴人、および長安に出張に来た地方の役人たちは、みな弾劾を恐れて罪を犯そうとせず、都は清らかになった。
外戚の平恩侯許広漢（宣帝の皇后許平君の父）の屋敷が完成し入居する際、丞相魏相以下大臣はみな祝賀の会に参加したが、蓋寛饒は行かなかった。許広漢が特にお願いしたので行くこととなったが、敢えて上座に座った。許広漢に酒を勧められると「私にあまり飲ませないように。私は酒に酔うとおかしくなりますから」と言った。丞相魏相は「次公は酒に酔っていなくてもおかしいではないか」と笑って言い、他の者は目配せして蓋寛饒を卑下した。その後、長信少府の檀長卿が猿と犬の戦う様を舞い、一同は大笑いしたが蓋寛饒は喜ばす、屋敷を見て嘆息して「富貴はすぐに相手を変える。慎まないと長くはない。貴方も戒めなければなりませんぞ」と言い、帰った。それから檀長卿を高い地位にありながら猿の真似をしたのは不敬であると弾劾した。宣帝は檀長卿を処罰しようとしたが、許広漢が謝罪したのでとりやめた。
蓋寛饒は剛直で高い志を持ち、家は貧しかったが給与の半分を吏や民に与えて自分の耳目として養っていた。司隷校尉でありながら、自分の子には歩いて北辺警備の兵役に行かせるほど清廉だった。しかししばしば人を弾劾していたので、大臣、貴人で怨む者は多く、また皇帝への進言でもしばしば皇帝の意を損なっていた。宣帝はそれでも彼が儒者であることから大目に見ていたが、昇進させることはなく、後輩がより上位に昇っていった。蓋寛饒はそれが不満で、多く上書して諌言するようになった。太子庶子の王生は彼に自重を勧めたが、彼は聞かなかった。
その頃、宣帝は中書宦官を信任していたが、それに対し蓋寛饒は「今や聖人の道はすたれ、儒学は行われていません。罪人を周公の地位に就け、法律を詩経、書経の代わりとしています」、「五帝の時代は天下を賢人に伝え、三王の時代は天下を子孫に伝えました。そもそも功績はひとたび成れば去ってしまうものであり、人が得られなければその地位にはいないものです。」と進言した。宣帝はこれを誹謗とみなし、大臣に書を下して処遇を議論させた。執金吾は蓋寛饒が自分への禅譲を求めるものだとみなし、大逆だと主張した。諌大夫鄭昌は蓋寛饒の忠節を惜しみ弁護したが、宣帝は許さず蓋寛饒を獄に下した。蓋寛饒は自殺し、大衆はみなこれを憐れんだ。神爵2年（紀元前60年）のことである。
『新撰姓氏録』によると、吉水連氏は蓋寛饒の末裔とされる。